# Il primo uomo (film 2011)
Il primo uomo (Le Premier Homme) è un film del 2011 diretto da Gianni Amelio, tratto dall'omonimo romanzo (postumo) di Albert Camus.

## Trama
Nel 1957 Jacques Cormery, alter ego dello scrittore Camus, fa ritorno in Algeria per visitare la madre e alla ricerca di tracce del padre defunto. Ma il suo Paese è in pieno conflitto tra il Fronte di Liberazione Nazionale e l'esercito della Francia. Egli crede nella convivenza pacifica tra arabi e francesi, ma la realtà è costituita da attentati e pratiche di tortura.

## Produzione
La pellicola è una coproduzione internazionale (Francia, Italia e Algeria) tra Cattleya, Maison de cinema, Soudaine Compagnie, France 3 Cinema e Rai Cinema.

## Distribuzione
Il film è stato presentato in anteprima mondiale al Toronto International Film Festival nel settembre 2011, ed è stato proiettato in anteprima europea il 30 marzo 2012 al Bif&st di Bari.
La pellicola ha debuttato nelle sale italiane il 20 aprile 2012. Il primo fine settimana ha incassato 136.000 euro.

## Riconoscimenti
- 2011 - Toronto International Film Festival
  - Premio FIPRESCI[3]
- 2012 - Ciak d'oro
  - Migliore sceneggiatura a Gianni Amelio[4]
  - Migliore colonna sonora a Franco Piersanti[5]